# AR (álbum)
AR é o primeiro álbum de estúdio em conjunto dos cantores e compositores Almir Sater e Renato Teixeira, lançado em 2015 pela Universal Music. Apesar de parceiros musicais e amigos de longa data, foi a primeira vez que os artistas realizam um projeto juntos.
Gravado entre o Brasil e Nashville, Estados Unidos, com produção do norte-americano Eric Silver, o álbum traz 10 músicas inéditas compostas pela dupla. Os artistas navegam pelas vertentes do country ao folk, sem perder sua essência, agregando ao purismo da música caipira e seus ritmos genuínos.
Por este álbum, Almir e Renato ganharam em 2016 os prêmios de melhor dupla regional na 27.ª edição do Prêmio da Música Brasileira e de Melhor Álbum de Música Regional ou de Raizes Brasileiras no 17.º Grammy Latino. O álbum também foi eleito o 44º melhor disco brasileiro de 2018 pela revista Rolling Stone Brasil e um dos 25 melhores álbuns brasileiros do primeiro semestre de 2018 pela Associação Paulista de Críticos de Arte. A canção "D de Destino", composta por Almir, Paulo Simões e Renato, foi indicada ao prêmio de Melhor Canção em Língua Portuguesa do Grammy.

## Faixas
| N.º            | Título                       | Compositor(es)                               | Duração |  |
| 1.             | "D De Destino"               | Almir Sater · Renato Teixeira · Paulo Simões | 4:51    |  |
| 2.             | "Espelho D'Água"             | Almir Sater · Renato Teixeira                | 3:30    |  |
| 3.             | "A Primeira Vez"             | Renato Teixeira                              | 3:12    |  |
| 4.             | "A Flor Que A Gente Assopra" | Renato Teixeira                              | 3:06    |  |
| 5.             | "Juro"                       | Almir Sater · Renato Teixeira                | 3:11    |  |
| 6.             | "Bicho Feio"                 | Almir Sater · Teixeira · Rodrigo Sater       | 3:30    |  |
| 7.             | "O Amor Tem Muitas Maneiras" | Renato Teixeira                              | 2:49    |  |
| 8.             | "Peixe Frito"                | Almir Sater                                  | 3:09    |  |
| 9.             | "Amor Leva Eu"               | Almir Sater · Eric Silver · Renato Teixeira  | 3:36    |  |
| 10.            | "Noite Dos Sinos"            | Almir Sater · Renato Teixeira                | 4:40    |  |
| Duração total: | Duração total:               | Duração total:                               | 35:34   |  |